# Associação Desportiva Jaboatão dos Guararapes
A Associação Desportiva Jaboatão dos Guararapes (conhecido simplesmente por Jaguar, cuja origem é explicada pelas primeiras sílabas da cidade, de monogramo ADJG) é um clube brasileiro de desportos, sediado na cidade de Jaboatão dos Guararapes, no estado de Pernambuco. Fundado em 13 de fevereiro de 2012, por José Hemetério Do Rego Barretto Neto.

## História
A Associação Desportiva Jaboatão dos Guararapes , iniciou suas atividades profissionais depois de alguns anos disputando campeonatos amadores, o Jaguar – junção de “Ja” (Jaboatão) e “Guar” (Guararapes) – fez a sua estreia no profissionalismo na segunda divisão do Campeonato Pernambucano de Futebol de 2012, com o apoio da Prefeitura do Jaboatão dos Guararapes, a equipe tem como presidente Zeca Barretto.
No ano de 2012 a equipe estreou na segunda divisão do pernambucano, ficando em 10º lugar com 5 vitórias , ainda no ano de 2012 o Jaguar disputou a Copa Pernambuco onde ficou em 6º lugar tendo uma partida histórica contra o Santa Cruz onde perdeu de 4 a 3. Na temporada 2013 a equipe disputou a Série A2 do Pernambucano e terminou em 8º lugar. Em 2014 o Jaguar fez a sua melhor campanha terminando em 4º lugar.

## Estádio
Historicamente, o principal palco da cidade sempre foi o Estádio Jefferson de Freitas, embora seja extremamente acanhado para o tamanho de Jaboatão. Segundo a última aparição no Cadastro Nacional de Estádios da CBF, em 2016, seriam apenas 2 mil lugares no local encravado no meio do antigo centro do município. Lá, o América do Recife jogou em “casa” nas décadas de 80 e 90, incluindo jogos da primeira divisão,[carece de fontes?] com o local caindo no ostracismo e vindo a ser demolido para criação de um parque. Atualmente o clube manda os seus jogos no Estádio Municipal Gileno de Carli, no Cabo de Santo Agostinho.

## Títulos
• Campeonato Pernambucano Série A2 - 2024[carece de fontes?]
- Campeonato Pernambucano Série Prata - 2016[carece de fontes?]

### Juvenil
- Campeonato Pernambucano - 2016[carece de fontes?]

### Júnior
- Campeonato Pernambucano - 2016[carece de fontes?]

## Estatísticas

### Participações
|  | Participações em 2025 |

| Competição | Competição              | Temporadas | Melhor campanha    | Estreia | Última | P | R |
| Pernambuco | Campeonato Pernambucano | 1          | 7º colocado (2025) | 2025    | 2025   |   | – |
| Pernambuco | Série A2                | 6          | Campeão (2024)     | 2012    | 2024   | 1 | – |
| Pernambuco | Copa Pernambuco         | 1          | 6° colocado (2012) | 2012    | 2012   |   |   |

Grandes Jogos
Náutico 2 – 3 Jaguar - CT Wilson Campos, 10 de julho de 2014, Aflitos - Recife.
Maior goleada aplicada
Jaguar 6 – 0 Ferroviário do Cabo - Estádio Jefferson de Freitas, 08 de Setembro de 2013, Jaboatão dos Guararapes.
Maior goleada sofrida
Íbis 4 – 1 Jaguar - Estádio Ademir Cunha, 11 de Setembro de 2013, Paulista.